# Präzisionsschützenkommando
Präzisionsschützenkommandos (PSK) sind Gruppen von speziell ausgebildeten Angehörigen von Spezialeinheiten der Polizeien der Bundesländer, die in die SEKs der Länder eingegliedert wurden. Auf Bundesebene wurde die Grenzschutzgruppe 9 der Bundespolizei (vormals Bundesgrenzschutz) mit einem entsprechenden Kommando aufgestellt.
Ein PSK kommt dann zum Einsatz, wenn präziser Schusswaffengebrauch auch auf größere Distanz erforderlich ist. Dabei ist jedoch die Schussentfernung, die ein Präzisionsschütze zu bewältigen hat, wesentlich geringer als die eines Scharfschützen, dem ein Körpertreffer mit Bewegungsunfähigkeit ausreicht. Der Präzisionsschütze hingegen muss einen finalen Rettungsschuss sicher setzen können. So betragen in den meisten Einsatzlagen insbesondere in urbanem Gebiet die Schussentfernungen um die 100 m, selten mehr. Hierfür werden ausnahmslos Langwaffen verschiedener Hersteller genutzt. Die Munition ist auf die Waffe abgestimmt.
Ein finaler Rettungsschuss wird – falls nötig – grundsätzlich vom PSK ausgeführt. In der GSG 9 ist die 1. Einsatzeinheit auf das Präzisionsschützenwesen spezialisiert.